# 越ノ海東治郎
越ノ海 東治郎（こしのうみ とうじろう、1906年7月1日 - 1973年1月23日）は、新潟県西頸城郡根知村（現：新潟県糸魚川市）出身の元大相撲力士。本名は渡邊 東治郎（わたなべ とうじろう）（旧姓：加藤）。

## 来歴
1906年7月1日に新潟県西頸城郡根知村（現：新潟県糸魚川市）で生まれる。1925年1月場所で若藤部屋から初土俵を踏んだ。1931年5月場所で新十両昇進を果たすも1場所で幕下に陥落したが、1932年1月6日に勃発した春秋園事件によって、2月場所の改正番付では十両に格上げされ、1932年5月場所で新入幕を果たした。右四つからの上手投げは豪快かつ強力だったが、連敗癖のために幕内上位へは上がれなかった。
1933年9月30日に巡業先である山口県萩市で、越ノ海と初土俵同期の沖ツ海福雄が、師匠・若藤の娘と婚約すると同時に部屋を継承することが決定した。沖ツ海は越ノ海より年下だが、この直前の場所で東関脇に位置して7勝3敗1分と好成績を挙げており、将来の大関候補だった。祝杯を上げるために沖ツ海が調理したフグを食べたが、調理した張本人である沖ツ海が中毒症状を起こしてその場で即死したため、越ノ海が部屋頭として若藤部屋を牽引する立場となった。
その後、師匠・上ヶ汐福治郎の長女と結婚して婿養子に入り、1935年に師匠が亡くなると1936年に二枚鑑札で年寄・若藤を襲名、若藤部屋を継承した。1937年1月場所において11戦全敗によって幕下陥落が決定的となったことで現役を引退して年寄専務となり、木戸部長や桟敷部長を務め、1971年に停年退職した。この間、1948年には弟子の小戸ヶ岩の引退で部屋を閉鎖して伊勢ヶ濱部屋の部屋付き親方となった。

## 主な成績
- 通算幕内成績：29勝37敗 勝率.439
- 幕内在位：6場所

### 場所別成績
| 1925年 （大正14年） | （前相撲）               | x                  | 西序ノ口13枚目 4–2 | x                  |
| 1926年 （大正15年） | 東序二段31枚目 4–2       | x                  | 西序二段20枚目 4–2 | x                  |
| 1927年 （昭和2年） | 東三段目40枚目 4–2       | 東三段目40枚目 4–2 | 東三段目22枚目 4–2 | 東三段目13枚目 5–1 |
| 1928年 （昭和3年） | 西三段目5枚目 4–2        | 東幕下16枚目 3–3   | 西幕下26枚目 4–2   | 西幕下26枚目 4–2   |
| 1929年 （昭和4年） | 東幕下8枚目 4–2          | 東幕下8枚目 2–4    | 東幕下8枚目 4–2    | 東幕下8枚目 2–4    |
| 1930年 （昭和5年） | 西幕下9枚目 1–5          | 西幕下9枚目 2–4    | 東幕下28枚目 4–2   | 東幕下28枚目 3–3   |
| 1931年 （昭和6年） | 東幕下12枚目 4–2         | 東幕下12枚目 5–1   | 西十両10枚目 2–9   | 西十両10枚目 6–5   |
| 1932年 （昭和7年） | 西十両6枚目 6–2          | 西十両6枚目 7–3    | 東前頭7枚目 6–5    | 東前頭7枚目 5–6    |
| 1933年 （昭和8年） | 東前頭8枚目 6–5          | x                  | 東前頭6枚目 3–8    | x                  |
| 1934年 （昭和9年） | 西前頭13枚目 5–6         | x                  | 西前頭15枚目 4–7   | x                  |
| 1935年 （昭和10年） | 東十両2枚目 2–9          | x                  | 西十両10枚目 6–5   | x                  |
| 1936年 （昭和11年） | 西十両7枚目 7–4          | x                  | 東十両2枚目 4–7    | x                  |
| 1937年 （昭和12年） | 東十両10枚目 引退 0–11–0 | x                  | x                  | x                  |
| 各欄の数字は、「勝ち-負け-休場」を示す。 優勝 引退 休場 十両 幕下 三賞：敢=敢闘賞、殊=殊勲賞、技=技能賞 その他：★=金星 番付階級：幕内 - 十両 - 幕下 - 三段目 - 序二段 - 序ノ口 幕内序列：横綱 - 大関 - 関脇 - 小結 - 前頭（「#数字」は各位内の序列） |                          |                    |                    |                    |

- 1932年1月番付では幕下東9枚目

## 幕内対戦成績
| 力士名   | 勝数 | 負数 | 力士名   | 勝数 | 負数 | 力士名   | 勝数 | 負数 | 力士名 | 勝数 | 負数 |
| -------- | ---- | ---- | -------- | ---- | ---- | -------- | ---- | ---- | ------ | ---- | ---- |
| 旭川     | 0    | 2    | 射水川   | 2    | 1    | 大ノ濱   | 1    | 0    | 小野錦 | 0    | 2    |
| 海光山   | 1    | 0    | 九州山   | 0    | 1    | 錦華山   | 0    | 1    | 國ノ濱 | 1    | 0    |
| 古賀ノ浦 | 1    | 0    | 駒ノ里   | 1    | 0    | 外ヶ濱   | 1    | 1    | 大邱山 | 0    | 2    |
| 寳川     | 0    | 2    | 太刀若   | 1    | 1    | 瓊ノ浦   | 1    | 2    | 銚子灘 | 2    | 0    |
| 筑波嶺   | 1    | 2    | 出羽ヶ嶽 | 0    | 2    | 出羽ノ花 | 1    | 1    | 巴潟   | 0    | 2    |
| 灘ノ花   | 1    | 0    | 能代潟   | 0    | 1    | 磐石     | 1    | 0    | 吉野岩 | 2    | 1    |
| 吉野山   | 1    | 0    | 雷山     | 1    | 0    | 和歌嶌   | 1    | 3    | 若瀬川 | 0    | 3    |

## 改名歴
- 越ノ海 藤二郎（こしのうみ とうじろう）：1925年1月場所 - 同年5月場所、1930年1月場所 - 同年10月場所
- 越ノ海 東二郎（ - とうじろう）：1926年1月場所 - 同年5月場所、1929年5月場所 - 同年9月場所、1931年1月場所 - 同年3月場所、1932年2月場所 - 同年3月場所
- 越ノ海 東次郎（ - とうじろう）：1931年5月場所 - 同年10月場所、1936年5月場所 - 1937年1月場所（引退）
- 越ノ海 東治郎（ - とうじろう）：1932年5月場所 - 1936年1月場所
- 越ノ海 東十郎（ - とうじゅうろう）：1927年1月場所 - 1929年3月場所

## 年寄
- 若藤　東二郎　1937年5月　-　1949年5月
- 若藤　達之助　1949年10月　-　1971年6月（停年退職）